# Гокем (Міссісіпі)
Гокем (англ. Holcomb) — переписна місцевість (CDP) в США, в окрузі Ґренада штату Міссісіпі. Населення — 568 осіб (2020).

## Географія
Гокем розташований за координатами 33°45′51″ пн. ш. 89°58′23″ зх. д. / 33.76417° пн. ш. 89.97306° зх. д. (33.764211, -89.973181).  За даними Бюро перепису населення США в 2010 році переписна місцевість мала площу 12,31 км², уся площа — суходіл.

## Демографія
Згідно з переписом 2010 року, у переписній місцевості мешкало 600 осіб у 229 домогосподарствах у складі 157 родин. Густота населення становила 49 осіб/км².  Було 256 помешкань (21/км²).
Расовий склад населення:
| - 58,5 % — білих - 40,3 % — чорних або афроамериканців - 0,2 % — корінних американців |

До двох чи більше рас належало 0,8 %. Частка іспаномовних становила 0,8 % від усіх жителів.
За віковим діапазоном населення розподілялося таким чином: 26,3 % — особи молодші 18 років, 59,9 % — особи у віці 18—64 років, 13,8 % — особи у віці 65 років та старші. Медіана віку мешканця становила 36,0 року. На 100 осіб жіночої статі у переписній місцевості припадало 90,5 чоловіків;  на 100 жінок у віці від 18 років та старших — 83,4 чоловіків також старших 18 років.
За межею бідності перебувало 30,1 % осіб, у тому числі 26,0 % дітей у віці до 18 років та 20,0 % осіб у віці 65 років та старших.
Цивільне працевлаштоване населення становило 104 особи. Основні галузі зайнятості: освіта, охорона здоров'я та соціальна допомога — 47,1 %, виробництво — 25,0 %, роздрібна торгівля — 16,3 %, науковці, спеціалісти, менеджери — 11,5 %.